# Équipe de Grande-Bretagne masculine de basket-ball
Cet article traite de l'équipe masculine. Pour l'équipe féminine, voir Équipe de Grande-Bretagne féminine de basket-ball.
Maillots
Actualités
L’équipe de Grande-Bretagne de basket-ball, surnommée Team GB, est l’équipe représentant le Royaume-Uni lors des compétitions internationales de basket-ball. Elle a été créée par les fédérations nationales d’Angleterre, d’Écosse et du Pays de Galles le 1er décembre 2005 afin de se doter d’une équipe plus compétitive en vue des Jeux olympiques de 2012 à Londres. Elle concerne les équipes masculines et féminines séniors et des moins de 20 ans (aux niveaux d’âge inférieurs, les trois nations continuent à concourir séparément).
Les joueurs d’Irlande du Nord jouent avec leurs homologues de la république d’Irlande, si bien que l’équipe de Grande-Bretagne ne peut pas décemment porter le nom d’équipe du Royaume-Uni.
L’objectif de la sélection est de bâtir une équipe capable de remporter une médaille aux Jeux olympiques de 2012 à Londres.

## Histoire
Le basket-ball est un sport populaire au Royaume-Uni, le deuxième pratiqué par les jeunes de 12-26 ans après le football (mais devant le cricket et même le rugby), mais qui n'a jamais eu les moyens d'exister au très haut niveau. Les équipes britanniques ont rarement eu un impact sur la scène internationale, n’apparaissant qu’une fois aux Jeux olympiques en 1948 organisés à Londres (cinq défaites et aucune victoire). Les deux dernières apparitions de l’Angleterre lors d’un championnat d’Europe furent en 1981, où elle termina 12e et dernière (1 victoire en 8 matches) ; et en 1961, où elle acheva également sa course à la dernière place (la 19e), étant même la seule nation à ne pas participer aux matches de classement.

## Parcours aux Jeux olympiques
- 1948 : 20e
- 2008 : Non qualifiée
- 2012 : 9e
- 2016 : Non qualifiée
- 2020 : Non qualifiée
- 2024 : Non qualifiée

## Parcours aux Championnats du Monde
- 2006 : Non qualifiée
- 2010 : Non qualifiée
- 2014 : Non qualifiée
- 2019 : Non qualifiée
- 2023 : Non qualifiée

## Parcours aux Championnats d'Europe
- 2007 : Non qualifiée
- 2009 : 14e
- 2011 : 13e
- 2013 : 13e
- 2015 : Non qualifiée
- 2017 : 22e
- 2022 : 24e
- 2025 :

## Effectif
Effectif lors du championnat d'Europe 2022.
| Numéro | Joueur                  | Poste | Naissance         | Taille | Club 2021-2022          |
| ------ | ----------------------- | ----- | ----------------- | ------ | ----------------------- |
| 00     | Ovie Soko               | PF    | 7 février 1991    | 2,01 m | Shiga Lakes             |
| 0      | Gabriel Olaseni         | C     | 29 décembre 1991  | 2,10 m | Darüşşafaka             |
| 3      | Ben Mockford            | SG    | 18 août 1989      | 1,88 m | Cheshire Phoenix        |
| 6      | Luke Nelson             | PG/SG | 29 juin 1995      | 1,91 m | Le Portel               |
| 10     | Daniel Clark            | PF    | 16 septembre 1988 | 2,10 m | Manchester Giants       |
| 13     | Kavell Bigby-Williams   | PF/C  | 7 octobre 1995    | 2,11 m | Mad Ants de Fort Wayne  |
| 22     | Myles Hesson            | PF    | 5 juin 1990       | 1,98 m | Saga Ballooners         |
| 23     | Dwayne Lautier-Ogunleye | PG    | 23 mars 1996      | 1,93 m | Heroes Den Bosch        |
| 24     | Carl Wheatle            | PF    | 24 mars 1988      | 1,97 m | Pistoia Basket 2000     |
| 32     | Patrick Whelan          | SG    | 25 août 1996      | 1,96 m | Leicester Riders        |
| 33     | Jamell Anderson         | PF    | 6 juillet 1990    | 2,01 m | Manchester Giants       |
| 77     | Devon Van Oostrum       | PG    | 24 janvier 1993   | 1,93 m | Club Melilla Baloncesto |

Sélectionneur :   Nate Reinking